# Admiral Gad (film fra 1913)
Admiral Gad (Humlebæk) er en dansk stumfilmsoptagelse fra juni 1913. Filmen viser forhenværende kontreadmiral Urban Gad og hans kone, forfatteren Emma Gad ved deres sommerhus i Tibberup, nu Humlebæk. Deres søn, filminstruktøren Urban Gad, ses i enkelte scener, og i par andre ses tjenestepigerne Lisbeth og Olga. Filmen er sandsynligvis optaget i forbindelse med et østrigsk filmselskabs filmoptagelser i Nordsjælland. Under optagelserne boede Urban Gad og Asta Nielsen i hans forældres sommerresidens.

## Handling
Filmen indledes med Admiral Gad, der tager sin kasket af og på, mens han ryger pibe. Derefter ses Emma Gad der taler om et eller andet, hvorefter de begge to ses sammen med deres søn. I næste scene sidder Urban og Emma Gad med morgenkaffen. Tjenestepigerne Lisbeth og Olga kommer på skift og serverer, og imens læser Emma Gad avis. Urban Gad går udenfor og beskæftiger sig med billedskærerkunst. Emma Gad laver havearbejde med en hund og en hest som selskab. Urban Gad trækker hesten ned til kysten, mens Emma Gad går ud på en badebro og tømmer en kurv i vandet med resterne fra havearbejdet. Efterfølgende sidder Urban og Emma Gad på en bænk og kæler for hesten. Den bliver spændt for en vogn, som Emma Gad stiger op i. Hun kører ud af porten med den, hvorefter Urban Gad stiger op, før de kører væk, mens Lisbeth og Olga vinker efter dem.

## Galleri
- Morgenkaffe.
- Urban Gad laver billedskærerkunst.
- Emma Gad i gang med havearbejdet.
- Emma Gad med sin søn Urban Gad.
- Urban og Emma Gad med en hest.
- Den afsluttende scene.